# Мешкокрыл Петерса
Мешкокрыл Петерса (лат. Balantiopteryx plicata) — небольшая летучая мышь семейства футлярохвостых. Обитает в Центральной и Южной Америке.
Страны распространения: Колумбия, Коста-Рика, Сальвадор, Гватемала, Гондурас, Мексика, Никарагуа. Обитает от низменности до 1500 метров над уровнем моря. Этот вид встречается в лиственных лесах, сухих колючих зарослях и вечнозелёных лесах. Устраивает ночлег у входа в пещеры и шахты или в дуплах деревьев и в зданиях. В группе обычно более 50 животных. Активность начинается непосредственно перед заходом солнца. Пищей являются насекомые.
Угрозами для вида являются потеря среды и вандализм в пещерах. Встречается в некоторых охраняемых районах в Мексике.